# ザイム真理教
『ザイム真理教』（ザイムしんりきょう）は、森永卓郎の著書。
日本の財務省を「強大なカルト教団」に喩え、その教義である「財政均衡主義」が国民や政治家、マスメディアに深く浸透し、経済政策を歪めていると指摘する警世の書である。

## 書籍情報
- 森永卓郎『ザイム真理教――それは信者8000万人の巨大カルト』三五館シンシャ、2023年5月22日、ISBN 978-4-86680-931-1
- 森永卓郎 著／前山三都里 マンガ『マンガ 日本を破滅に導くザイム真理教の大罪』宝島社、2024年2月26日、ISBN 978-4-299-05105-9